# Гикори
Гико́ри, или Ка́рия (лат. Carya), — род деревьев семейства Ореховые (Juglandaceae).
«Гикори», или «хикори» — индейское название ореха. Название «кария» произошло от др.-греч. κάρυον — «орешник» и под ним чаще всего понимался грецкий орех.

## Ботаническое описание

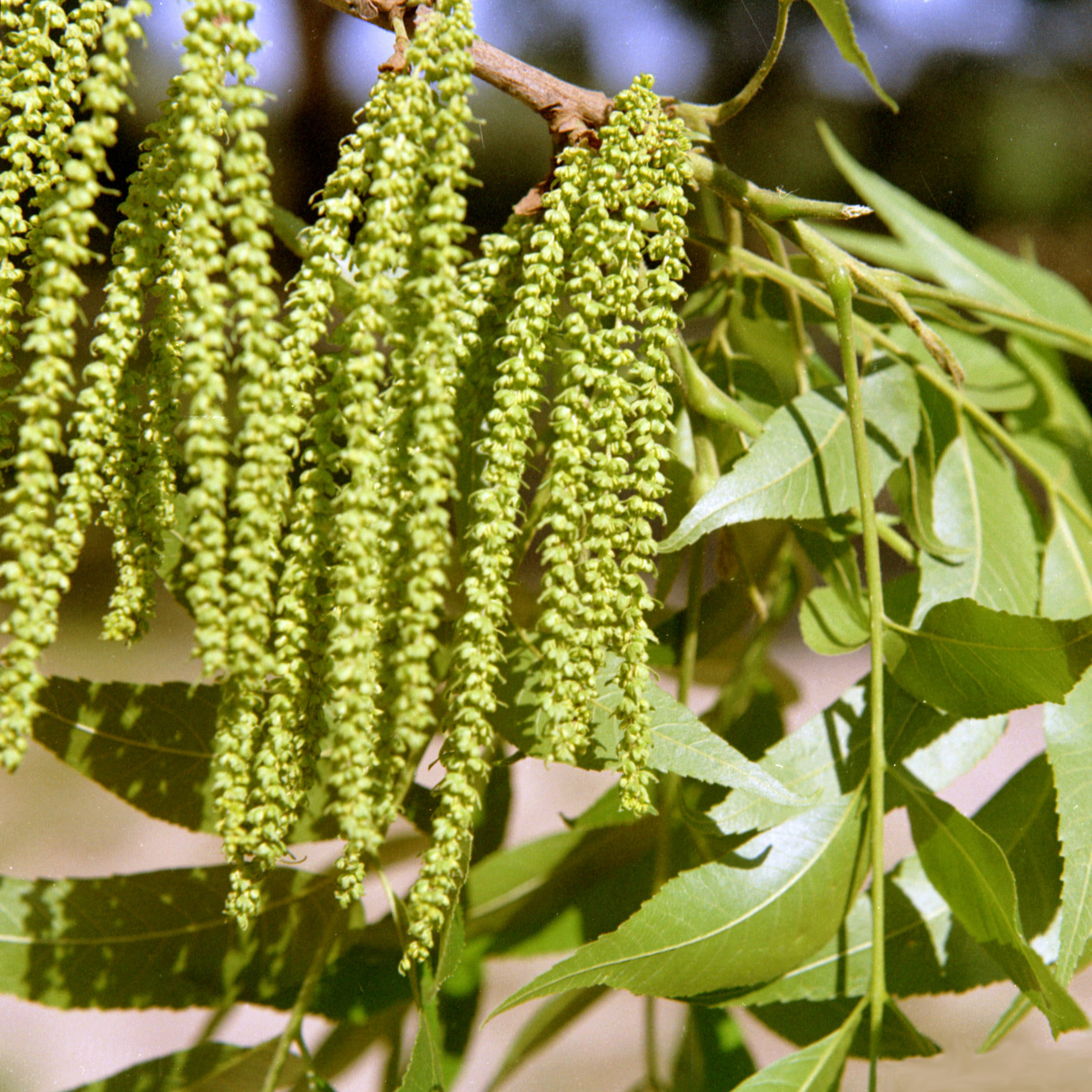
Тычиночные серёжки карии пекан

Большие листопадные однодомные деревья, до 60—65 м высотой, кроме карии флоридской (Carya floridana), которая является кустарниковым видом. В лесу ствол высоко очищен от веток, на свободе крона шатровидная или яйцевидная, ветви мощные, толстые.
Кора на молодых стволах серая, гладкая, на старых — глубоко растрескивающаяся или отслаивающаяся длинными пластинами. Молодые побеги большей частью опушённые, с плотной сердцевиной.
Почки с парой или многими налегающими чешуями, сидячие или короткочерешчатые. Листья очередные, крупные — непарноперистые; листочки в числе 3—13 супротивные, более-менее ланцетные, постепенно увеличивающиеся к вершине, зубчатые, осенью ярко-жёлтые; при опадании стержень листа остаётся на дереве, иногда всю зиму.
Цветёт в конце листораспускания. Тычиночные серёжки появляются на побегах прошлого года из пазух листьев или чешуй при основании побегов текущего года, по три — восемь в пучках на общей ножке. У грецкого ореха серёжки одиночные или по две на одной ножке. Каждый тычиночный цветок сидит на оси серёжки, в пазухе свободного кроющего листа, имеет два прицветника и один — два листочка околоцветника или последний отсутствует; тычинок три — десять с жёлтыми или красными пыльниками. Пестичные цветки сидячие в 2—10-цветковых колосках; завязь с одной — двумя неполными перегородками, сросшаяся с двумя прицветниками и кроющим листом, которые ниже четырёхлопастного подпестичного диска отходят в виде четырёх зубчиков; рыльце двухлопастное.
Цветки опыляются ветром. У карий происходит как перекрёстное опыление, так и самоопыление, но при самоопылении плоды опадают недозрелыми.

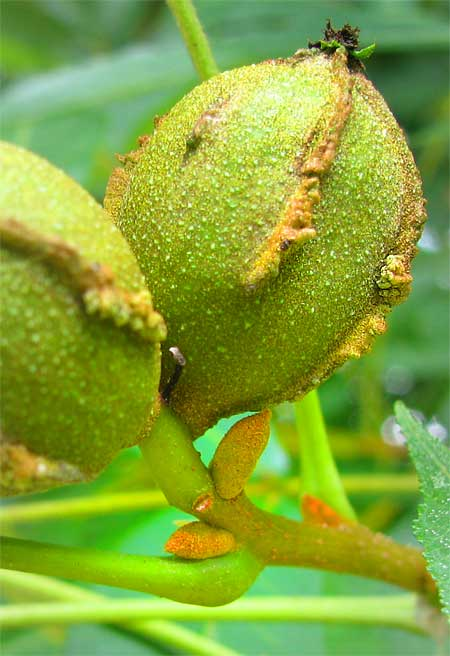
Плоды карии сердцевидной

Плод — ложная костянка, круглая, продолговатая или обратнояйцевидная (грушевидная), одетая мясисто-кожистым, затем древеснеющим наружным слоем, растрескивающимся при созревании на четыре створки; орех с костянистой оболочкой, гладкой, слегка морщинистой или ребристой, четырёхгнёздный при основании и двухгнёздный на верхушке. В отличие от грецкого ореха плод снаружи гладкий, в то время как у грецкого ореха нерегулярнобороздчатый. Семя 2—4-лопастное. Начинает плодоносить с 10—12 лет и продолжает до старости, семенные годы бывают через год.

## Распространение и экология
Род насчитывает до двадцати видов, произрастающих в восточной части Северной Америки, и два вида в Азии (кария катайская и кария тонкинская), в умеренно тёплом и влажном климате.
Растут в широколиственных лесах, в долинах рек, зачастую в местах заливаемых водой на долгое время или с проточным увлажнением, на плодородных почвах, лишь некоторые виды растут на минеральных почвах с нормальным увлажнением. Теневыносливы. Дают обильную поросль от пня.
Плоды карии, даже те, которые не употребляются в пищу человеком, поедаются утками, индюками, куропатками, рябчиками, фазанами, лисами, кроликами, бурундуками, белками, вирджинским оленем, енотами, опоссумами.

## Химический состав
Орехи содержат свыше 70 % масла и до 15 % углеводов.

## Практическое использование

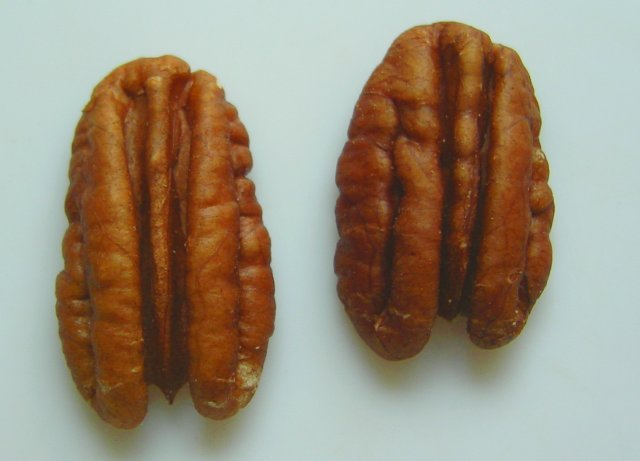
Орехи карии пекан

Многие виды карии дают тонкокорые орехи, вкусные и питательные, поэтому они вошли в пищевую культуру. Орехи едят в свежем и подсушенном виде; они используются в кондитерской промышленности. Иллинойсский орех, или кария пекан, в Северной Америке имеет такое же значение, как и грецкий орех в Евразии. Он выращивается во многих странах мира: в Западной Европе (Франция, Испания), на территории бывшего СССР (Черноморское побережье от Сочи до Батуми, Крым, Ленкорань, Средняя Азия), в Турции и Австралии. Из орехов получают масло, похожее на оливковое и употребляемое в пищу.
Кария даёт тяжёлую и прочную, светло- или тёмно-коричневую рассеяннопоровую древесину, гибкую и упругую. Плотность древесины около 815 кг/м3, твёрдость по шкале Янка составляет 1820 (для сравнения: красный дуб — 1290, сосна — 1225).
Из древесины гикори часто делают рукоятки для молотков и топоров в Америке. Древесина гикори — широко распространённый материал для изготовления барабанных палочек, из неё изготавливают также ободья, спицы ступицы колёс, стулья, перекладины лестниц, спортивный инвентарь, токарные изделия, корпуса повозок. Древесина превосходно поддаётся гнутью с пропариванием. Применяется для копчения рыбы и мяса.
Используется в озеленении, особенно для создания аллей.

## Классификация

### История
Виды рода Кария Линней включал в род Орех. В конце XVIII века ботаники стали различать в этом роду две группы растений: собственно орех и гикори, а в 1818 году был описан отдельный род Кария.
Наиболее близкими азиатским видам карии оказались североамериканские кария Палмера и кария сердцевидная, они входят в одну секцию Apocarya. Ботаников долгое время волновал вопрос: как близкородственные виды карии оказались так разобщёнными территориально. Помогли разобраться в этом палеоботаники. Выяснилось, что на севере Евразии от Франции и Италии до Абхазии в третичное время и примерно 15 млн лет существовал ещё один вид карии кария мелкозубчатая (Carya denticulata), родственная карии тонкинской. А к северу от нынешних мест существования карии катайской существовал близкий ей вид, ныне вымерший. В третичный период в других частях на территории Евразии почти повсеместно существовали виды карий, близкородственные североамериканским (карии опушённой, карии сердцевидной и другим). В третичный период произошло сильное похолодание, одновременно исчезло соединение материков, так называемый Берингийский мост, ареал рода сильно сократился. В результате виды одного и того же рода оказались разобщёнными.

### Виды
Род делят на две секции: Apocarya и Carya. К третьей выделяемой ранее секции Rhamphocarya относилась кария китайская (Carya sinensis), которая теперь образует отдельный род Annamocarya.
По информации базы данных The Plant List, род включает 27 видов:
- Carya alba (L.) Nutt. ex Elliott — Кария белая, или Гикори белое[3]
- Carya aquatica (F. Michx.) Elliott — Кария водная, или Пекан водяной[3], или Горький пекан, или Водный гикори[источник не указан 4587 дней]
- Carya × brownii Sarg. — Кария Броуна
- Carya cathayensis Sarg. — Кария катаянская[3]
- Carya × collina Laughlin
- Carya cordiformis (Wangenh.) K.Koch — Кария сердцевидная, или Гикори горький
- Carya × demareei E.J. Palmer
- Carya × dunbarii Sarg.
- Carya floridana Sarg. — Кария флоридская, или Гикори флоридское[3], или Кустарниковый гикори[источник не указан 4587 дней]
- Carya glabra (Mill.) Sweet — Кария голая, или Гикори голое[3]
- Carya hunanensis W.C. Cheng & R.H. Chang
- Carya illinoinensis (Wangenh.) K.Koch — Кария пекан, или Пекан обыкновенный[3], или Кария иллинойсская, или Гикори пекан[источник не указан 4587 дней]
- Carya kweichowensis Kuang & A.M. Lu
- Carya laciniosa (F. Michx.) W.P.C. Barton — Кария бахромчатая, или Большой косматый гикори
- Carya × laneyi Sarg.
- Carya × lecontei Little
- Carya × ludoviciana (Ashe) Little
- Carya myristiciformis (F. Michx.) Elliott — Кария мускатниковидная
- Carya × nussbaumeri Sarg.
- Carya ovata (Mill.) K.Koch — Кария яйцевидная, или Гикори яйцевиднолистное[3], или Гикори лохматый[источник не указан 4587 дней]
- Carya pallida (Ashe) Engl. et Graebn. — Кария бледная, или Гикори песчаное[3]
- Carya palmeri W.E. Manning — Кария Палмера
- Carya poilanei (A. Chev.) J.-F. Leroy
- Carya × schneckii Sarg.
- Carya sinensis Dode
- Carya texana Buckley — Кария техасская
- Carya tonkinensis Lecomte — Кария тонкинская, или Гикори тонкинское[3]